# 2MASS J02394245-1735471
2MASS J02394245-1735471 ist ein Brauner Zwerg im Sternbild Cetus. Er wurde 2003 von Kelle L. Cruz et al. entdeckt und gehört der Spektralklasse L0 an.